# Nut (arrampicata)

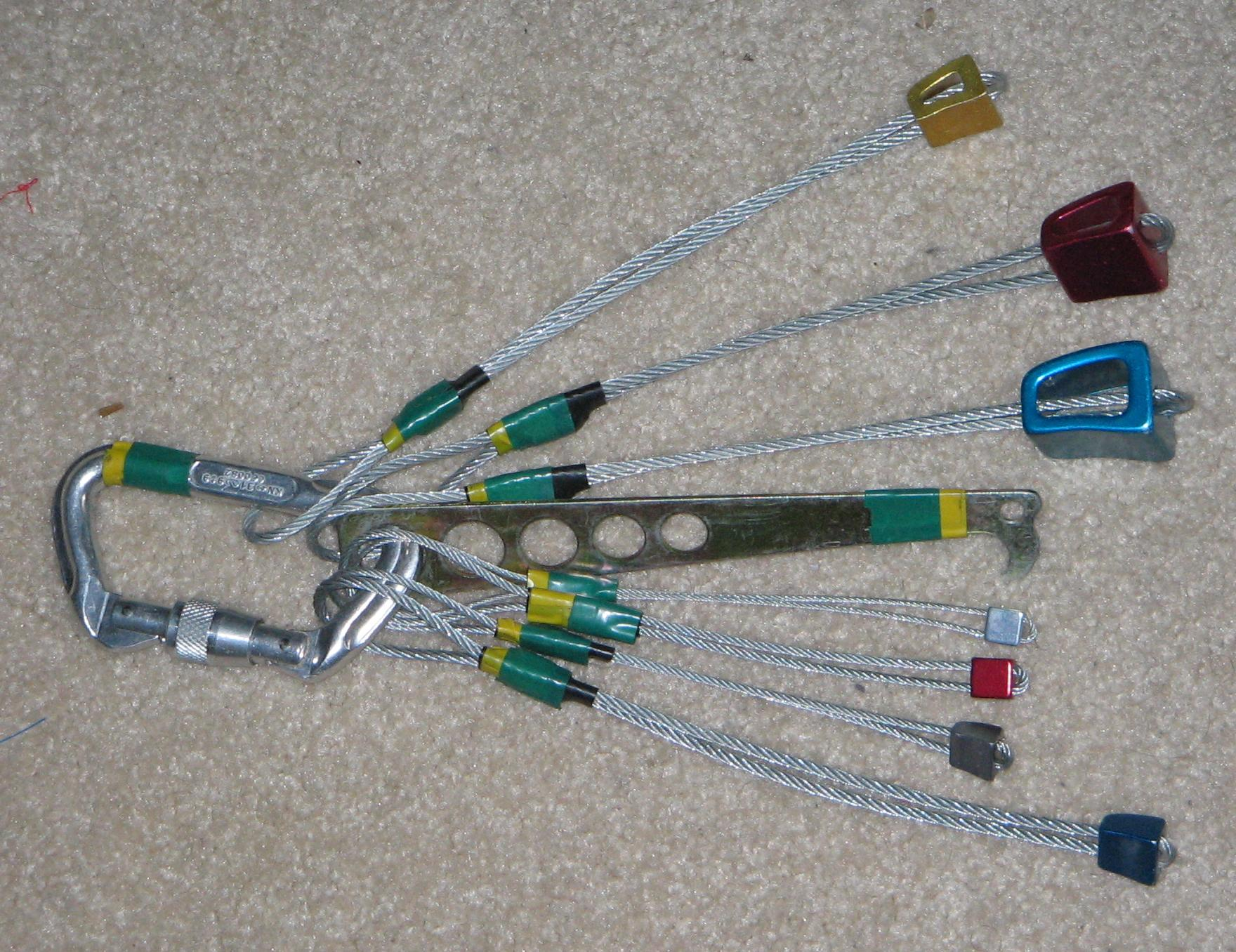
Un moschettone con agganciati vari tipi di nut forniti di cavetto metallico, e in mezzo l'attrezzo per rimuoverli dalla roccia

I nut (o dadi) sono blocchetti di metallo di varie forme e dimensioni, che vengono utilizzati come mezzi di assicurazione e/o progressione durante l'ascensione di una parete di roccia. Sono muniti di cavetto metallico o di un anello di cordino, entrambi di adeguato carico di rottura.

## Descrizione
Rispetto ai chiodi, sono di utilizzo più rapido e vengono rimossi più facilmente dal secondo di cordata; non richiedono l'uso del martello in quanto vengono semplicemente incastrati in fessure/buchi e sono più rispettosi dell'integrità della parete ascesa. Il loro posizionamento deve essere attentamente valutato per impedire lo sfilarsi del nut dalla cavità utilizzata. A questo scopo, spesso può rivelarsi utile un secondo nut, anche di minima tenuta, ma contrapposto e che mantenga in trazione il primo per mantenerlo fisso in posizione corretta.
I più usati sono in lega leggera, di forma tronco conica, regolare o spesso lievemente asimmetrica, per rafforzare la tenuta alla trazione, e allo sfilarsi dalla parete, con una componente di rotazione, durante un eventuale strappo.
I nut furono introdotti dagli arrampicatori americani negli anni sessanta. Questi li utilizzavano nelle fessure regolari del granito delle Montagne Rocciose, e ancor oggi l'utilizzo ottimale dei nut è appunto in fessure profonde e regolari. Devono il loro nome di dadi alle prime forme artigianali realizzate per l'appunto passando un cordino all'interno dei dadi normalmente utilizzati per bloccare le traversine dei binari ferroviari.